# Kelurahan Cipinang Besar Selatan
Kelurahan Cipinang Besar Selatan är en administrativ by i Indonesien.   Den ligger i provinsen Jakarta, i den västra delen av landet. Huvudstaden Jakarta ligger i Kelurahan Cipinang Besar Selatan.